# 한미 자유 무역 협정 대한민국 국회 의결
한미 자유 무역 협정 국회 의결은 대한민국 18대 국회에서 2011년 11월 22일에 열린 국회본회의로 정의화 국회부의장의 사회아래 진행되었다. 부의장은 비공개회의를 열어 대한민국과 미합중국 간의 자유무역협정을 표결하여 비준하였다. 재석 170인 중 찬성 151인, 반대 7인, 기권 12인으로서 가결되었다.

## 의결 전 상황
2011년 11월 22일 오전 민주당의 원내대표단은 한나라당 황우여 대표를 만나 한미FTA 협정안에 대해 절충하는 회의를 하였다. 양당 원내대표 협의가 끝난 직후, 한미FTA 협정안은 24일 처리될 것이라는 전망이 있었다.
오후 3시가 넘어서 한나라당 의원들이 갑자기 국회 본회의장에 입장했을 때 민주당 손학규대표와 40여명의 국회의원들은 국회 의원회관에서 열린 김성곤 의원의 출판기념회에 참석 중이었다. 손학규 대표가 축사를 할 무렵, 한나라당이 한미FTA 협정안을 ‘날치기한다’는 소식이 전해졌다. 이들은 국회본회의장으로 향했다.

## 회의
정의화 부의장이 개회를 선언하자, 김재윤 의원이 단상에서 날치기를 중단하라고 소리쳤으며 장내가 소란해졌다. 부의장이 황영철 의원 등이 제출한 회의 비공개 동의의 건을 상정하고 전자투표로 가결하였다. 이정희 의원은 단아래에서 대한민국 국민이 불쌍하다고 말했다. 김선동 의원은 최루가루를 의장 단상을 향해 뿌렸다.
부의장은 외교통상부장관이 나와 제안을 설명하라고 했으나 장내가 소란스러워지자 단말기의 회의자료 서면으로 대체하고, 전자투표를 실시하였다. 이정희 의원이 단하에서 "토론 신청했잖아요! 토론 안 하면 이 투표는 무효입니다! 위법이라고 이미 확인된 바 있습니다."라고 말했으나 부의장이 듣지 않았다.
투표결과 재석 170인 중 찬성 151인, 반대 7인, 기권 12인으로서 대한민국과 미합중국 간의 자유무역협정 및 대한민국과 미합중국 간의 자유무역협정에 관한 서한교환 비준동의안은 가결되었음을 선포하였다.
이후 '무효다!', '무효야!'라는 소리가 들렸고, '야, 이 도둑놈아!' 하는 의원 있었으며, '야, 이 강도 같은 놈아!'라고 하는 의원이 있었다. 또한 '무효! 무효! 무효!'를 연호하는 의원들이 있었다.